# Chuyến bay 80 của FedEx Express
Chuyến bay 80 của FedEx Express là chuyến bay chở hàng theo lịch trình từ Sân bay Quốc tế Bạch Vân Quảng Châu ở Trung Quốc, đến Sân bay Quốc tế Narita ở Narita, Quận Chiba (gần Tokyo), Nhật Bản. Vào ngày 23 tháng 3 năm 2009, chiếc McDonnell Douglas MD-11F (N526FE) điều hành chuyến bay đã bị rơi lúc 6:48 sáng JST (21:48 UTC, ngày 22 tháng 3), khi đang cố gắng hạ cánh trên Đường băng 34L trong điều kiện gió giật. Máy bay trở nên mất ổn định khi bùng phát và chạm đất, dẫn đến một cú hạ cánh "nảy lên" không được phục hồi với sự cố cấu trúc của thiết bị hạ cánh và khung máy bay, đồng thời dừng lại trên đường băng, đảo ngược và bốc cháy dữ dội. Cơ trưởng và cơ phó, những người duy nhất trên máy bay, đều thiệt mạng.

## Chi tiết
Chiếc máy bay thân lớn, ba động cơ nghiêng sang một bên ngay sau khi tiếp đất trong điều kiện gió mạnh và sau đó, một cánh máy bay quệt đất ở tốc độ lớn và máy bay biến thành một quả cầu lửa. Các nhân viên cứu hỏa đã lao tới hiện trường và phun bọt khi khói đen nghi ngút bốc lên từ chiếc máy bay nằm phơi bụng. Một trong hai phi công đã được đưa ra khỏi máy bay và nhập viện. Hai phi công được tin là công dân Mỹ. Cả hai phi công đã thiệt mạng.
Băng hình từ vụ hạ cánh cho thấy máy bay nảy lên ít nhất hai lần trên đường băng trước khi bốc cháy. Vụ hỏa hoạn đã phá hủy chiếc máy bay này. Chiếc máy bay đã hạ cánh trên đường băng A dài 4 km, đường băng dài hơn trong hai đường băng ở Narita. Hai đường băng bị đóng cửa và mọi chuyến bay tới Narita đều phải đổi hướng.

## Lịch sử của máy bay

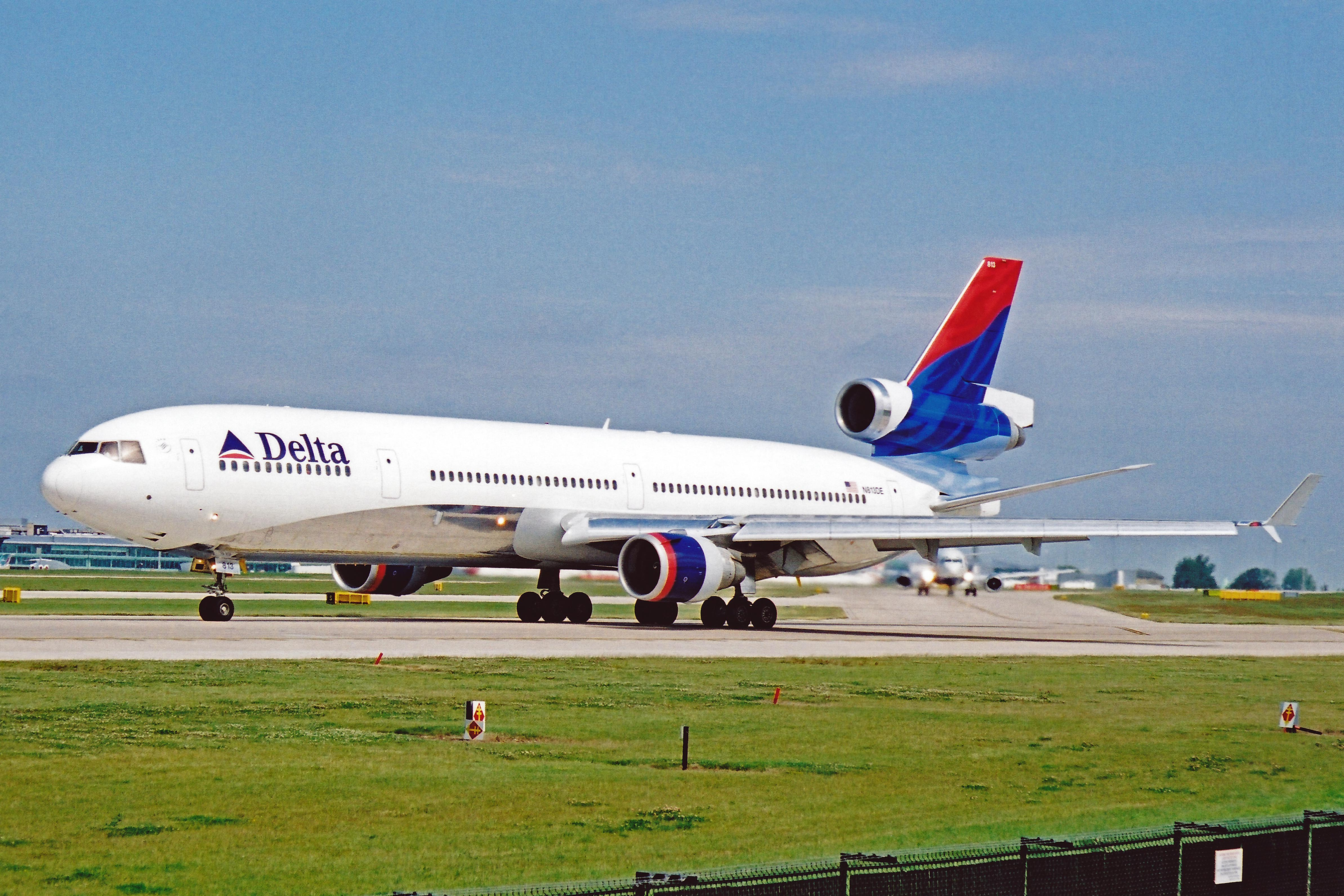
Chiếc máy bay khi vẫn đang phục vụ cho Delta Air Lines.

Máy bay được chế tạo vào năm 1994 với vai trò là máy bay chở khách MD-11. Nó đã được NASA mua lại tạm thời để sử dụng làm nơi thử nghiệm cho hệ thống Máy bay Điều khiển Lực đẩy (PCA) của họ vào năm 1995. Sau đó, nó được sở hữu và vận hành bởi Delta Air Lines từ năm 1996 đến 2004 theo đăng ký FAA N813DE với cấu hình như vậy. Trijet đã bán cho FedEx vào tháng 10 năm 2004 khi Delta ngừng sử dụng đội bay MD-11 của mình để chuyển sang những chiếc Boeing 767 và Boeing 777 hai động cơ hiệu quả hơn trên các tuyến đường dài. Sau khi được FedEx mua lại, chiếc máy bay được cất giữ tại Sân bay Phoenix Goodyear ở Goodyear, Arizona  trong khi chờ chuyển đổi ở đó thành MD-11F bởi Dimension Aviation, Inc.Dimension Aviation, Inc., nhà thầu chuyển đổi khung máy bay Bộ phận Sản phẩm Douglas của Boeing đặt tại khu vực đó. Máy bay được đưa vào phục vụ với FedEx trong cấu hình chở toàn bộ hàng hóa vào cuối năm 2006 với tên gọi N526FE. Nó được trang bị ba động cơ Pratt & Whitney PW4462.

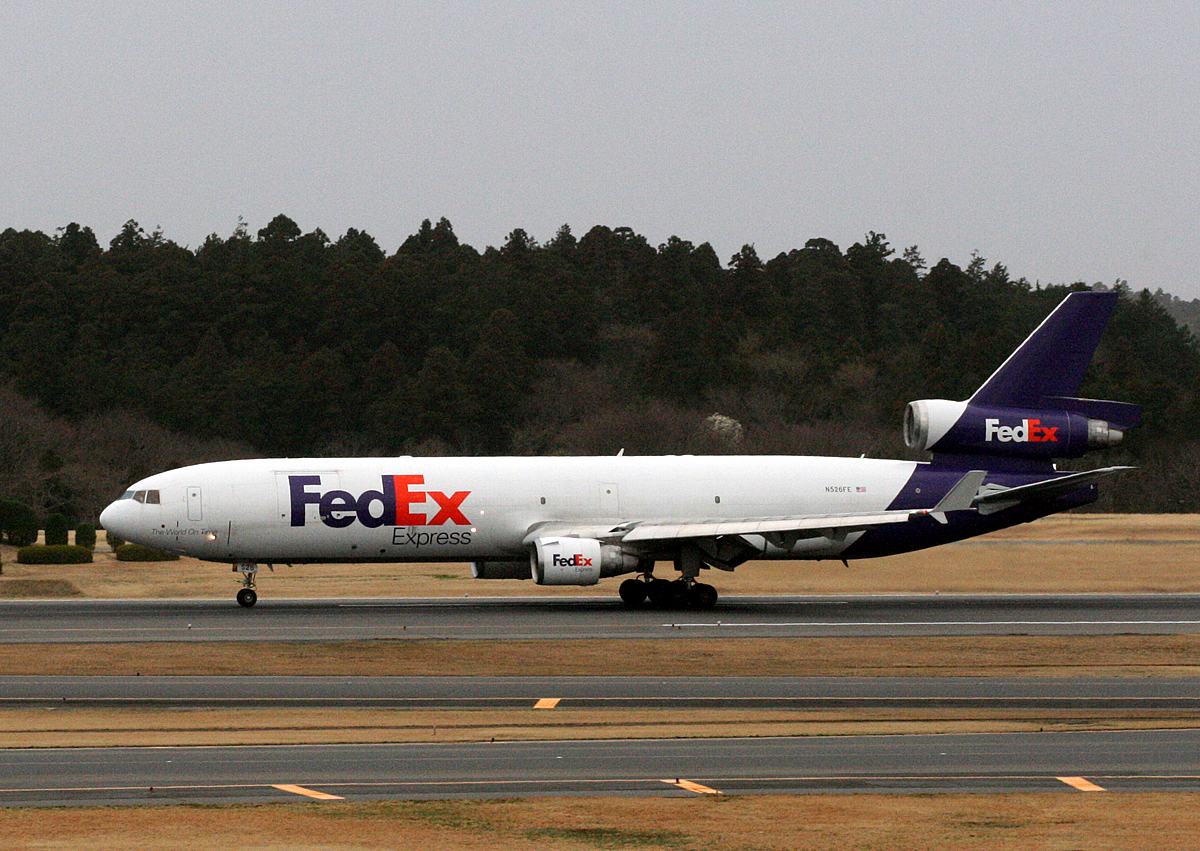
Chiếc máy bay liên quan được chụp 2 ngày trước vụ tai nạn tại sân bay đó.

## Nguyên do
Gió mạnh và sự nhiễu loạn của không khí đã gây ra một số vụ tai nạn gần đây tại Narita. Vào tháng 2 năm 2009 một chiếc máy bay từ Philippines đã bị lắc mạnh do nhiễu loạn không khí khi nó đang bay lòng vòng trước khi hạ cánh, khiến 50 hành khách và phi công bị thương.

## Tai nạn khác liên quan đến MD-11F của FedEx
Vào ngày 31 tháng 7 năm 1997, một chiếc MD-11F khác của FedEx (N611FE), với tên gọi Chuyến bay 14 của FedEx Express, đã gặp nạn sau một tai nạn hạ cánh tương tự tại Sân bay quốc tế Newark Liberty. Sau chuyến bay từ Anchorage, Alaska, chiếc máy bay đó đã bị rơi tại sân bay ngay trước nửa đêm khi nó nảy lên hai lần sau một cú chạm mạnh trên Đường băng 22R, dẫn đến hỏng bộ phận hạ cánh chính bên phải. Như trong vụ tai nạn ở Narita, chiếc máy bay cũng bốc cháy khi khung máy bay bị gãy, lật và nằm ngửa trên đường băng. Cơ trưởng, cơ phó và ba hành khách trên máy bay đều sống sót sau vụ tai nạn ở Newark năm 1997 và có thể thoát khỏi chiếc máy bay đang bốc cháy mà chỉ bị thương nhẹ.

## Video liên quan
- Fiery Crash of FedEx Flight 80 Baffles Investigators 🔥 Air Disasters | Smithsonian Channel
- MÁY BAY CHỞ HÀNG BỐC CHÁY KHI HẠ CÁNH | TAIMODELS
- FedEx Express Flight 80 - Crash Animation | Plane'n Boom